# Diethyltryptamin
DET (N,N-Diethyltryptamin nebo také T-9) je syntetické psychedelikum, blízce příbuzné s DMT.
Účinky DET jsou podobné jako u DMT, avšak o něco mírnější. Na rozdíl od DMT je ale DET orálně aktivní. Běžná dávka je 50–100 mg a účinky trvají 2–4 hodiny.